# Asilus herdonius
Asilus herdonius là một loài ruồi trong họ Asilidae. Asilus herdonius được Walker miêu tả năm 1851. Loài này phân bố ở vùng Tân nhiệt đới.